# Borís Mikhàilovitx Iemeliànov
Borís Mikhàilovitx Iemeliànov (rus: Борис Михайлович Емельянов)  (krai de Khabàrovsk, 20 d'abril de 1941 - Moscou, 27 de juliol de 2021) va ser un cantautor d'origen rus.

## Biografia
Borís Iemeliànov va passar la seva infància i adolescència a la província de Kokchetawa (Kazakhstan). Des de ben petit va tenir interès en la música (son pare i son germà major tocàven l'acordeó). La seva capacitat de composició musical es va posar de manifest en els anys de la seva estada universitària i en acabar el seu servei militar es va graduar a l'Escola de Música de Karaganda. Des de 1965, va residir a Novokuznetsk, i va començar a fer música, component cançons per a artistes locals i fins i tot escrivint peces per a espectacles del Teatre de Marionetes de Nova York. El 1974, es va graduar in absentia per la Universitat Estatal de Cultura i Arts de Kemerovo (Departament de Direcció i Cant Acadèmic).
El 1977 es va traslladar a Moscou, on va treballar amb els poetes cantants com Mikhail Rybinin, Boris Dubrovin, Leonid Derbenev o Evgeny Yevtushenko. El seu primer gran salt a la fama es va produir el 1978 amb la seva cançó, "Els nassos dels curnosicos" (Носики-курносики), la qual va ser cantada a la Televisió Central per Valentin Tolkunov.
Durant els anys vuitanta van tindre molt èxit obres com: "Pujaré a un tren ràpid" (Сяду в скорый поезд), "Sota l'ala de la meva mare" (Под мамино крыло) i altres de les seves composicions. Va guanyar també el Festival de la Cançó de l'Any i el 1990 Melodia (la productora musical estatal de la URSS) va publicar un disc seu que va vendre més de 400,000 còpies, mitjançant el qual amb la cançó "Per què la gent se separa?" (Зачем же люди расстаются), va llançar-se encara més a la fama. En el disc es va gravar "La cançó de Novokuznetsk" (Песня о Новокузнецке) amb poemes de Victor Dunin (coautor de diverses cançons de Yuri Antonov).
A principis de la dècada de 1990, Iemeliànov va gravar un cicle de cançons en forma de poemes de Nikolai Rubtsov. Així mateix l'any 1996 es va publicar el seu CD "Perdona'm" (Прости меня), que inclou diverses cançons dels anys vuitanta i principis dels noranta. El 1999, amb el suport financer de Anatoly Smolianov, Iemeliànov va gravar noves cançons i va publicar l'àlbum "Et veuré" (Я приеду к тебе). Actualment el veterà cantautor viu a Moscou.

## Música
En l'actualitat les seves obres no només es troben en format fisic, CDs i vinils sinó que gràcies a l'augment de popularitat notable entre alguns sectors dels joves europeus arran del seu estil nostàlgic, semblant al post-punk soviètic, al rock i pop rús la seva música pot ser escoltada gratuïtament en plataformes com Youtube o Spotify, on actostumen a aparèixer amb els títols traduïts a l'anglès ["And we have to do", "Please forgive me",(...)].

## Discografia (obres notables)
- (1984) Al costat del mar
- (1990) Sala d'espera
- (1996) Perdona'm...
- (1999) Vindré a veure't